# Perdita sandhouseae
Perdita sandhouseae är en biart som beskrevs av Timberlake 1964. Perdita sandhouseae ingår i släktet Perdita och familjen grävbin. Inga underarter finns listade i Catalogue of Life.